# Ciudad de Krasnodar
La unidad municipal de la ciudad de Krasnodar (del ruso: Муниципа́льное образова́ние го́род Краснода́р) es una de las siete unidades municipales con estatus de ciudad independiente u ókrug urbano del krai de Krasnodar, en Rusia. Está situada en la zona central del krai. Limita al sur con el río Kubán y el raión de Tajtamukái de la república de Adiguesia, al oeste con el raión de Krasnoarméiskaya, al norte con el raión de Dinskaya y al sureste con el raión de Teuchezh de la república de Adiguesia y el embalse de Krasnodar. Contaba con una población en 2014 de 893.347 habitantes y una superficie de 841.36 km². Su centro administrativo es Krasnodar.
El territorio de la unidad municipal se halla en la orilla derecha del embalse de Krasnodar y el río Kubán desde la entrada del Kubán en el embalse en Starokórsunskaya a Beloziorni. Al norte desde la orilla se extiende hasta la altura del río Vtóraya Ponura.

## Historia
Tras la anulación del raión de Krasnodar el 20 de diciembre de 1935 y la cesión de parte de su territorio para la creación del raión de Márianskaya, el 12 de junio de 1936 el territorio de la ciudad de Krasnodar fue dividido en tres distritos: Kírovski, Kaganóvichski y Stálinski. De parte del distrito Kaganóvichski se creó el distrito Krasnogvardeiski. Los distritos Kírovski y Krasnogvardeiski fueron anulados el 5 de noviembre de 1955 y su territorio repartido en los distritos Kaganóvichski -cuyo nombre cambiaría a Léninski el 12 de septiembre de 1957- y Stálinski -rebautizado Oktiabrski el 5 de noviembre de 1961. Los distritos Pervomaiski, Sovetski y Prikubanski se formaron el 29 de mayo de 1958, el 10 de abril de 1973 y el 21 de febrero de 1975, respectivamente. El 1 de febrero de 1994 se llevó a cabo una transformación en la organización administrativa de la ciudad. El distrito Léninski pasó a ser el ókrug Kubanoberezhni, el Sovetski pasó a ser el ókrug Karasunski, el Prikubanski pasó a ser el ókrug Prikubanski y los distritos Oktiabrski y Pervomaiski fueron unidos para crear el ókrug Central. El distrito Kubanoberechni convertido en el ókrug Occidental.
La unidad municipal de la Ciudad de Krasnodar surgió al implementarse la Ley federal de 1995 Sobre los principios generales de la organización de la autonomía local en la Federación Rusa, por la que todos las ciudades y los territorios en cuyos límites se desarrollaba el autogobierno local, con propiedades municipales, presupuestos locales y fueran órganos electivos del autogobierno local, se declaraban unidades municipales. El 5 de julio de 1996 la Duma de la Ciudad aprobaba el primer estatuto de la unidad municipal, que establecía la división administrativa de la ciudad en cuatro ókrugs administrativos. El 19 de julio de 2003 se aprobó un nuevo estatuto en el que delimitaba el territorio de la ciudad de Krasnodar con respecto al del posiólok Krasnodarski y se creaban en los distritos 5 municipios rurales.

## Demografía
| Año  | Población |
| ---- | --------- |
| 2002 | 646 175   |
| 2009 | 781 278   |
| 2010 | 832 532   |
| 2011 | 834 108   |
| 2012 | 851 167   |
| 2013 | 871 194   |
| 2014 | 893 347   |

En 2010 el 89.48% de la población era urbana y 10.52 % de la población era rural.

### Composición étnica
De los 646.175 habitantes con que contaba en 2002, el 89.8 % era de etnia rusa, el 3.3 % era de etnia armenia, el 2.1 % era de etnia ucraniana, el 1 % era de etnia adigué, el 0.4 % era de etnia bielorrusa, el 0.3 % era de etnia tártara, el 0.3 % era de etnia griega, el 0.2 % era de etnia azerí, el 0.2 era de etnia georgiana, el 0.1 % era de etnia gitana y el 0.1 % era de etnia turca.

## División administrativa
La unidad municipal se divide en cuatro distritos:
| Distrito    | Población en 2014 |
| ----------- | ----------------- |
| Tsentralni  | 170 578           |
| Západni     | 177 725           |
| Karasún     | 252 219           |
| Prikubanski | 292 825           |